# Ricarville

Ricarville este o comună în departamentul Seine-Maritime, Franța. În 1 ianuarie 2018 avea o populație de 307 de locuitori.